# Callisia
Callisia es un género de plantas de la familia Commelinaceae. Comprende 38 especies descritas y de estas, solo 20 aceptadas.

## Descripción
Plantas herbáceas perennes o raramente anuales o de vida corta; generalmente hermafroditas. Hojas más o menos carnosas. Inflorescencias tirsoides, espiciformes o compuestas de cimas bíparas solitarias y pseudopedunculadas, brácteas inconspicuas, raramente las hojas superiores bracteiformes, cimas fusionadas en pares sésiles o pseudopedunculados, flores generalmente actinomorfas, sésiles o pediceladas; sépalos (2)-3; pétalos (2)-3, libres, blancos, rosados, raramente azules; estambres 6, todos iguales o casi iguales, o reducidos a 3 o 1, filamentos típicamente glabros, pero a veces barbados, conectivo generalmente ancho, versátil; ovario 3-locular, óvulos (1) 2 por lóculo, estigma penicilado, papiloso-capitado o punctiforme. Cápsula pequeña, globosa, dehiscente; semillas con hilo punctiforme o raramente alargado-punctiforme y embriotegio dorsal.

## Distribución
Es originaria de América tropical y subtropical.

## Taxonomía
El género fue descrito por Pehr Löfling y publicado en Iter Hispanicum 305–306. 1758. La especie tipo es: Callisia repens (Jacq.) L. (1762)
Etimología
Callisia: nombre genérico que deriva del término griego: kallos que significa  "belleza".

## Especies aceptadas
Aceptadas hasta noviembre de 2013. Para cada una se indica el nombre binomial seguido del autor, abreviado según las convenciones y usos.
- Callisia ciliata Kunth (1817)
- Callisia cordifolia (Sw.) Andiers. & Woodson (1935)
- Callisia filiformis (M.Martens & Galeotti) D.R.Hunt (1986)
- Callisia fragrans (Lindl.) Woodson (1942)
- Callisia gentlei Matuda (1954)
- Callisia gracilis (Kunth) D.R.Hunt (1983)
- Callisia graminea (Small) G.C.Tucker (1989)
- Callisia hintoniorum B.L.Turner (1993 publ. 1994)
- Callisia insignis C.B.Clarke (1880)
- Callisia laui (D.R.Hunt) D.R.Hunt (1983)
- Callisia micrantha (Torr.) D.R.Hunt (1983)
- Callisia monandra (Sw.) Schult. & Schult.f. (1830)
- Callisia multiflora (M.Martens & Galeotti) Standl. (1925)
- Callisia navicularis (Ortgies) D.R.Hunt (1983)
- Callisia ornata (Small) G.C.Tucker (1989)
- Callisia repens (Jacq.) L. (1762)
- Callisia rosea (Vent.) D.R.Hunt (1986)
- Callisia soconuscensis Matuda (1954)
- Callisia tehuantepecana Matuda (1957)
- Callisia warszewicziana (Kunth & C.D.Bouché) D.R.Hunt (1983)